# Юба I

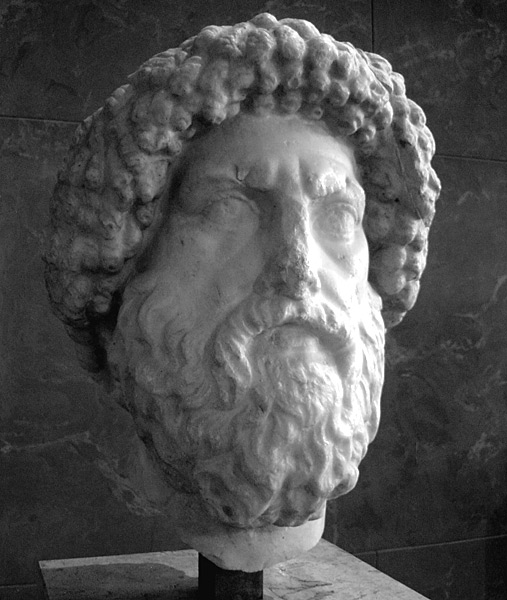
Бюст Юбы I

Ю́ба I (лат. Juba, Iuba, др.-греч. Ἰόβας; умер в 46 году до н. э.) — царь Нумидии (60 до н. э. — 46 до н. э.), сын Гиемпсала II и, возможно, внук убитого Югуртой Гиемпсала I.

## Биография
Будучи первоначально сторонником марианцев во время борьбы римлян с Югуртой, Гиемпсал II впоследствии заискивал перед оптиматами в том расчёте, что пока держится республиканская партия, Нумидийскому царству будет обеспечена самостоятельность, и наоборот, с водворением в Риме монархии, Нумидия отойдёт к римлянам.
Той же политики придерживался и Юба I: уже в 64 году до н. э. он столкнулся впервые с Цезарем в Риме, куда послал его отец с тем, чтобы охранить Нумидию от последствий аграрного закона, который поддерживал Цезарь. Благодаря поддержке Помпея и речи Цицерона, а также нумидийскому золоту, закон не был принят, и опасность была устранена.
В 62 году до н. э. Цезарь, будучи претором, заступился на суде за знатного нумидийца Масинту, которого обвинял Юба I, и даже нанёс последнему оскорбление действием. После этого Юба действовал как решительный противник Цезаря и по открытии междоусобной войны 49 года до н. э. держал сторону Помпея, а после смерти последнего — его партии. Когда сторонник Цезаря Гай Скрибоний Курион высадился в Африке для борьбы с помпеянцами, Юба хитростью заманил его на опасную позицию близ Утики и разбил его войско, причём погиб и сам Курион.
В 47 году до н. э., после высадки Цезаря в Африке, Юба I потребовал себе главного начальствования в войне с диктатором — которое, однако, досталось тестю Помпея Сципиону Назику, — и обещал помогать римлянам только под тем условием, если ему будет уступлена часть римских владений в Африке. Он старался обеспечить за собой победу, оставляя Цезарю опустошенную и лишённую продовольствия страну; но население, раздраженное жестокостями Юбы I, переходило на сторону Цезаря, который к тому же запальчивости африканца противопоставлял обдуманную систему действий.
При Руспине Цезарь подвергся нападению со стороны Лабиена и был вынужден укрепиться в городе, к которому вскоре подошёл с многочисленным войском и Юба I. Однако как раз в это время Публий Ситтий, начальник вольных мавританских отрядов, объявил себя приверженцем Цезаря и вторгся в юго-западную часть Нумидии. Юба отступил, но в 46 году до н. э. снова соединился со Сципионом при Тапсе, где войско Цезаря одержало над помпеянцами полную победу.
Ещё в начале войны Юба I соорудил в столице Нумидии, Заме, костёр, на котором решил, в случае поражения, сжечь себя со своими жёнами, детьми и сокровищами и от которого должен был бы сгореть и весь город; но когда после битвы при Тапсе он достиг Замы, горожане отказали ему в приёме, после чего он удалился с римлянином Петреем на одну из своих вилл, где и кончил жизнь самоубийством.
Со смертью Юбы I Нумидия перестала существовать как самостоятельное царство и была обращена в римскую провинцию, первым наместником которой был историк Гай Саллюстий Крисп. При Юбе, благодаря постоянным сношениям с Римом, Нумидия в значительной степени подчинилась влиянию греко-римской культуры, об усвоении которой заботились сами нумидийские цари.